# Aeroportul Saint-Pierre
Aeroportul Saint-Pierre (IATA: FSP, ICAO: LFVP) este un aeroport din Saint Pierre și Miquelon, Franța ce deservește zona Saint-Pierre, Saint Pierre și Miquelon. Aeroportul a fost tranzitat în 2022 de 28.501 pasageri. A fost numit după zona deservită.
Situat la o altitudine de 8 m, aeroportul dispune de o singură pistă.